# Latécoère 500
Dimensions
Le Latécoère 500 est un hydravion conçu et produit par l'avionneur français Latécoère.

## Historique
Le Latécoère 500 est développé au début des années 1930 spécifiquement pour être utilisé sur la route postale transatlantique vers l'Amérique du Sud. Le processus de conception s'est inspiré de plusieurs aspects des précédents hydravions de la société. En particulier, la forme de la coque est dérivée à la fois du Latécoère 340 et du Latécoère 380. L'avion qui en résulte est un grand monoplan à aile parasol équipé de larges flotteurs et d'une cabine entièrement fermée. Trois moteurs ont été installés sur l'aile, deux de type tracteur sur le bord d'attaque et un de type propulseur sur le bord de fuite.
En réponse à un cahier des charges émis par le ministère français de l'aviation, Latécoère a également produit une variante transportant des passagers, le Latécoère 501, qui a effectivement volé en premier. Il est exploité pendant un temps sur des lignes de transport de passagers à travers la Méditerranée.

## Conception
Le Latécoère 500 est un hydravion sesquiplan de grande taille. La structure et la coque elle-même sont toutes deux constituées de métal, principalement de duralumin. Sa coque est dotée d'une poupe pointue, d'un fond incurvé en forme de V et d'une paire d' ailerons symétriques qui assurent la stabilité transversale sur l'eau ainsi que le stockage du carburant.

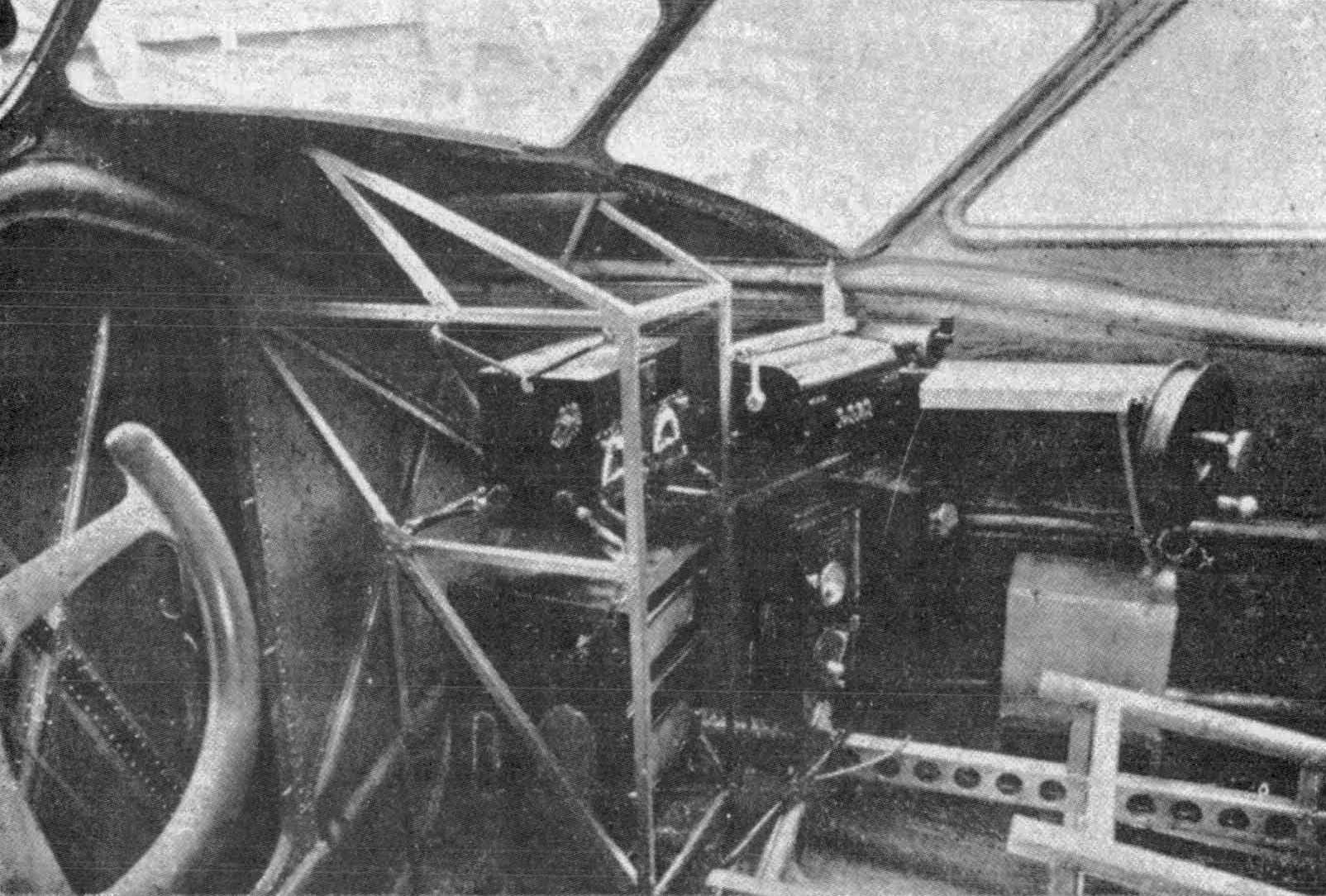
Position du navigateur d'un Latécoère 500

La coque de l'hydravion est divisée en quatre compartiments étanches, à savoir le poste de pilotage, la cabine principale des passagers, la soute à bagages et une seconde soute destinée au courrier.
Le poste de pilotage est entièrement fermé et généralement exploité par un équipage de trois personnes. Le pilote est assis à gauche tandis que les postes équipés d'instruments et d'appareils pour l'opérateur radio et le navigateur sont situés à droite. Une fois sur l'eau, le personnel peut sortir sur le pont par une trappe située dans le poste de pilotage.
La cabine peut accueillir confortablement jusqu'à 8 passagers. En plus du courrier lui-même, une pompe de cale et divers outils pour le mécanicien sont également stockés dans le compartiment à courrier.
Le Latécoère 500 est propulsé par un total de trois moteurs Hispano-Suiza 12Jb, qui, ensemble, sont capables de générer jusqu'à 1 200 ch. Cela fournit suffisamment de puissance pour que le décollage soit effectué avec succès en cas de panne d'un moteur. Le moteur central est monté dans une configuration Pusher tandis que les deux autres utilisent une configuration tracteur. Une pompe à main auxiliaire peut alimenter en carburant un ou tous les moteurs si nécessaire. Le refroidissement est assuré par trois radiateurs Chausson.